# Michele Orsini
Michele Orsini (falecido em 1493) foi um prelado católico romano que serviu como bispo de Pula (1475–1493).

## Biografia
A 8 de março de 1475, Michele Orsini foi nomeado pelo Papa Sisto IV como Bispo de Pula. No dia 2 de abril de 1475, foi consagrado bispo em Roma pelo cardeal Marco Barbo, Patriarca de Aquileia, com Benedictus, OSB, Arcebispo de Mitilene, e Leonello Chiericato, Bispo de Arbe, servindo como co-consagradores. Serviu como Bispo de Pula até à sua morte em 1493.